# 中島貞夫
中島 貞夫（なかじま さだお、1934年（昭和9年）8月8日 - 2023年（令和5年）6月11日）は、日本の映画監督・演出家・脚本家・作詞家。

## 略歴
- 1934年（昭和9年） - 千葉県東金市にて出生[3]。
- 1944年（昭和19年） - 10歳の時に父親が戦死。
- 1954年（昭和29年） - 東京都立日比谷高等学校卒業。
- 1959年（昭和34年） - 東京大学文学部卒業[3]。在学中は倉本聰・村木良彦らとギリシア悲劇研究会を設立し、日比谷野外音楽堂で公演を開き、大成功を収めた。
- 大学卒業後、東映に入社[2]。「お前、ギリ研か。ギリシア悲劇は時代劇や。ほな、京都行け。」と会社に言われ、東映京都撮影所の製作部に配属が決定した[2]。助監督時代はマキノ雅弘・沢島忠・田坂具隆・今井正らに師事する。マキノ雅弘門下の先輩、脚本家笠原和夫・監督深作欣二は親友で、後に数多くの作品で、コラボレートしている。映画監督としての一人立ちを目指し、精力的にシナリオを書き続け、1962年（昭和37年）美空ひばり・江利チエミ主演、沢島監督『ひばり・チエミの弥次喜多道中』で初めてシナリオが採用される[2]。クレジットに高田宏治との共同ペンネーム「高島貞治」が記されている[2]。
- 1964年（昭和39年） - 『くノ一忍法』で監督デビュー[2][3]。
- 1966年（昭和41年） - 挫折しながらも「イキがったらあかん、ネチョネチョ生きるこっちゃ」と粘り強く生きるチンピラ達の逞しい青春群像を描いた『893愚連隊』で注目される[2]。
- 1967年（昭和42年） - 『あゝ同期の桜』撮影後、東映を退社しフリーとなるが[2][3][4][5]、東映を拠点に映画製作を続ける[2][5]。
- 1969年（昭和44年） - 桜田門外の変から二・二六事件までの九つの暗殺事件を描いて、日本近代史を問うた大作『日本暗殺秘録』を演出する。
- 1972年（昭和47年） - 孤独に生きる渡世人の姿を描いた『木枯し紋次郎』『木枯し紋次郎 関わりござんせん』を監督[2]。
- 1973年（昭和48年） - 当時としては異例の海外ロケと5か月間を費やして制作した『東京-ソウル-バンコック 実録麻薬地帯』を発表。本作の劇伴で流されている千葉真一の楽曲「流れ唄」の作詞も書いている。ATGで『鉄砲玉の美学』を監督。
- この頃から深作欣二と共に、様式的な従来の任侠物に代わる「実録ヤクザ映画路線」を邁進する[2]。『安藤組外伝 人斬り舎弟』（1974年）、『脱獄広島殺人囚』（1974年）、『沖縄やくざ戦争』（1976年）、『実録外伝 大阪電撃作戦』（1976年）などを監督。
- 1980年代には女性画家・上村松園の生涯をモデルとした『序の舞』（1984年）を演出[2]。
- 1987年（昭和62年） - 大阪芸術大学にて教授に就任[2]。1997年（平成9年）から同大学院教授。
- 1994年（平成6年） - 京都市文化・芸術振興計画委員会委員。
- 1999年（平成11年）5月5日 - KBS京都にて『中島貞夫の邦画指定席』放送。毎週水曜日20時に主として1950年代から70年代の東映や大映などの時代劇を幅広いジャンルに渡って放映した当該番組でナビゲーターを務め、通常の作品解説だけでなく作品に関する逸話や裏話などを幅広く語った。番組は2014年3月26日、終了となった。
- 2004年（平成16年） - 京都映画祭総合プロデューサー。
- 2006年（平成18年） - 第五回京都映画祭において、牧野省三賞を受賞[3]。
- 2008年（平成20年）7月 - KBS京都『中島貞夫とめぐる京都シネマ紀行』のナビゲーター担当。
- 2014年（平成26年）7月公開(京阪神は6月)の『太秦ライムライト』に、東映京都撮影所で時代劇を撮影する映画監督役として出演した。
- 2019年（平成31年） - 『多十郎殉愛記』で長編劇映画の監督を20年ぶりに務める[2]。これが監督としての遺作となった[2]
- 2020年（令和2年）10月 - YouTubeチャンネル『Sadao Nakajima』を開設し、特定のテーマ（役者）を軸に今だから話せる当時の裏話や思いを語った動画を複数投稿している。
- 2023年（令和5年）6月11日 - 夕刻に肺炎のため、京都市内の病院で死去した[6]。88歳没。

## 人物
- 映画を7本撮った後、1967年と早い時期に東映を退社してフリーになっている[2][3][4]。1995年に大阪大学で行われた講演で、中島は自身の企画した映画は「『くノ一忍法』『893愚連隊』『鉄砲玉の美学』『狂った野獣』『瀬降り物語』の5本」と発言している[7]。

- 同学年で親交があったという浜村淳は、「中島監督は、僕は上から言われたものを撮る職業監督だったと言っていた」と話し、「でも、絶対に自分が、世間が面白いと思うもんを撮る、という気概があった。娯楽に徹されたわけです。娯楽といっても、低俗な内容で笑わせたり楽しませたりする監督とは一線を画していた。ヤクザ映画を撮っても、彼の作品には品格があった。娯楽と品格を両立させた監督さんでした。“活動屋の面白み”を持った最後の監督さんかもしれません。日本映画の一つの時代が終わった、という思いです」などと評した[8]。

## フィルモグラフィー

### 監督作品
映画
- くノ一シリーズシリーズ
  - くノ一忍法（1964年）
  - くノ一化粧 (1964年)
- 旗本やくざ（1966年）
- 893愚連隊（1966年）
- 男の勝負（1966年）
- 任侠柔一代（1966年）
- あゝ同期の桜（1967年）
- マル秘シリーズ ※「(秘)」は「丸」印内に「秘」の字。
  - 大奥(秘)物語（1967年）
  - 続大奥(秘)物語（1967年）
  - 尼寺(秘)物語（1968年）
- 兄弟仁義 関東兄弟分（1967年）
- セックスドキュメントシリーズ
  - にっぽん'69 セックス猟奇地帯（1969年）
  - 驚異のドキュメント 日本浴湯物語（1971年）　
  - セックスドキュメント 性倒錯の世界（1971年）　
  - セックスドキュメント エロスの女王（1973年）
- 日本暗殺秘録（1969年）
- 戦後秘話 宝石略奪（1970年）
- 温泉こんにゃく芸者（1970年）
- まむしの兄弟シリーズ
  - 懲役太郎 まむしの兄弟（1971年）
  - まむしの兄弟 懲役十三回（1972年）
  - まむしの兄弟 傷害恐喝十八犯（1972年）
  - 極道VSまむし（1974年）
  - まむしと青大将（1975年）
- 現代やくざ 血桜三兄弟（1971年）
- 木枯し紋次郎シリーズ
  - 木枯し紋次郎（1972年）
  - 木枯し紋次郎 関わりござんせん（1972年）
- 鉄砲玉の美学（1973年）
- ポルノの女王 にっぽんSEX旅行（1973年）
- 女番長 感化院脱走（1973年）
- 東京-ソウル-バンコック 実録麻薬地帯（1973年）
- ジーンズブルース 明日なき無頼派（1974年）
- 唐獅子警察（1974年）
- 安藤組外伝 人斬り舎弟（1974年）
- 脱獄広島殺人囚（1974年）
- 暴動島根刑務所（1975年）
- 暴力金脈（1975年）
- 極道社長（1975年）
- 実録外伝 大阪電撃作戦（1976年）
- 狂った野獣（1976年）
- 沖縄やくざ戦争（1976年）
- バカ政ホラ政トッパ政（1976年）
- 日本の首領シリーズ
  - やくざ戦争 日本の首領（1977年）
  - 日本の首領 野望編（1977年）
  - 日本の首領 完結編（1978年）
- 日本の仁義（1977年）
- 犬笛（1978年）
- 総長の首（1979年）
- 真田幸村の謀略（1979年）
- さらば、わが友 実録大物死刑囚たち（1980年）
- アゲインスト むかい風（1981年）
- 制覇（1982年）
- 人生劇場（1983年） - 深作欣二・佐藤純彌と共同
- 序の舞（1984年）
- 瀬降り物語（1985年）
- 女帝 春日局（1990年）
- 激動の1750日（1990年）
- 極道の妻たちシリーズ
  - 新極道の妻たち（1991年）
  - 極道の妻たち 危険な賭け（1996年）
  - 極道の妻たち 決着（1998年）
- 極道戦争 武闘派（1992年）
- 首領を殺った男（1994年）
- 時代劇は死なず ちゃんばら美学考（2015年）
- 多十郎殉愛記 (2019年)

テレビ
- 大奥（1968年－1969年、関西テレビ）
- 大坂城の女 (1970年、関西テレビ)
- 徳川おんな絵巻 (1970年、関西テレビ)
- 江戸巷談 花の日本橋 (1971年、関西テレビ)
- ターゲットメン (1971年、NET)
- 東京クーデター・Xデー日曜日（1980年、ABC、*制作 テレビ朝日、東映、東映芸能ビデオ)
- 服部半蔵 影の軍団 (1980年、関西テレビ)
- 警視庁殺人課 (1981年、テレビ朝日)
- 松本清張サスペンス・足袋（1986年、関西テレビ）
- 織田信長（1989年、TBS）
- 坂本龍馬（1989年、TBS）
- 武田信玄（1991年、TBS）
- 天下を獲った男 豊臣秀吉（1993年、TBS）
- サスペンス・魔「幻の女・闇に消えたアリバイ」（1993年、関西テレビ）
- 眠狂四郎III 今日あって、明日なき命を生きる者 （1996年、テレビ朝日）
- お宝デイズ（監修）
- 愛しのファミーユ（企画・一部監督）

### 脚本作品
映画
- 江戸犯罪帳 黒い爪（1964年）
- 大喧嘩（1964年）
- 間諜（1964年）
- くノ一シリーズシリーズ
  - くノ一忍法（1964年）
  - くノ一化粧 (1964年)
- いれずみ判官（1965年）
- 股旅 三人やくざ（1965年）
- 色ごと師春団治（1965年）
- 大阪ど根性物語 どえらい奴（1965年、鈴木則文共作）
- 旗本やくざ（1966年）
- 893愚連隊（1966年）
- 男の勝負（1966年）
- 任侠柔一代（1966年）
- 一心太助 江戸っ子祭り（1967年）
- あゝ同期の桜（1967年）
- 日本暗殺秘録（1969年）
- 木枯し紋次郎（1972年）
- 東京-ソウル-バンコック 実録麻薬地帯（1973年）
- 狂った野獣（1976年）
- バカ政ホラ政トッパ政（1976年）
- 燃える勇者（1981年）
- 人生劇場（1983年）
- 瀬降り物語（1985年）
- 吉原炎上（1987年）
- 将軍家光の乱心 激突 (1989年)
- 蓮如物語（1998年）
- 姐御（1998年）
- 極道の妻たちシリーズ
  - 極道の妻たち 赤い殺意（1999年）
  - 極道の妻たち リベンジ（2000年）

テレビ
- 水戸黄門（1970年、TBS）
- ゴールドアイ（1970年、日本テレビ）
- 明智探偵事務所（1972年、NHK）

### 出演作品
映画
- 太秦ライムライト（2014年） - 東映京都撮影所所属の映画監督役
- 遊撃 / 映画監督 中島貞夫 （2023年） - 「多十郎殉愛記」撮影時の中島を追ったドキュメンタリー映画。

## 作詞
- 流れ唄（1973年）

## 著書
- 映像のスリット わが映画人生（1987年、芸艸堂）
- 映画ロマン紀行 京都シネマップ（1994年、人文書院）
- 『映画の四日間 中島貞夫映画ゼミナール』吉田馨と共著、醍醐書房、1999年。新装版・萌書房、2013年
- 『映画の四日間 part2 中島貞夫シナリオゼミナール』（2002年、新装版2019年、萌書房）、吉田馨（京都映画祭事務局プロデューサー）と共著
- 遊撃の美学 映画監督中島貞夫（2004年、ワイズ出版、河野眞吾との共編著）
  - 「遊撃の美学　映画監督中島貞夫」ワイズ出版 映画文庫（上下）、2014年10月-2015年4月
- NHK知るを楽しむ 歴史に好奇心 映画王国・京都 カツドウ屋の100年（2007年、日本放送出版協会）、放送テキスト
- 京都シネマスケッチ紀行 中島貞夫監督と歩く（2018年、かもがわ出版）、大森俊次・画
- 中島貞夫監督 映画人生60年を語る（2023年、かもがわ出版）、聞き手大森俊次

### 作家論
- 山根貞男編『殲滅 中島貞夫の映画世界』（1974年、北冬書房）
- 『ユリイカ 詩と批評－特集 追悼・中島貞夫』2023年10月号、青土社

## 受賞
- 2001年 - 京都市文化功労者
- 2002年 - 京都府文化賞功労賞
- 2006年 - 第5回京都映画祭牧野省三賞[9]
- 2012年 - 香川県文化功労者[10]
- 2015年 - 第60回「映画の日」特別功労章[11]
- 2017年 - 地域文化功労者
- 2020年 - 第43回日本アカデミー賞会長功労賞[12]
- 2022年 - 京都府文化賞特別功労賞
- 2023年 - 第77回毎日映画コンクール 特別賞[13]
- 2023年 - 第2回京都映画賞特別功労賞[14]